# VW Teramont Pro

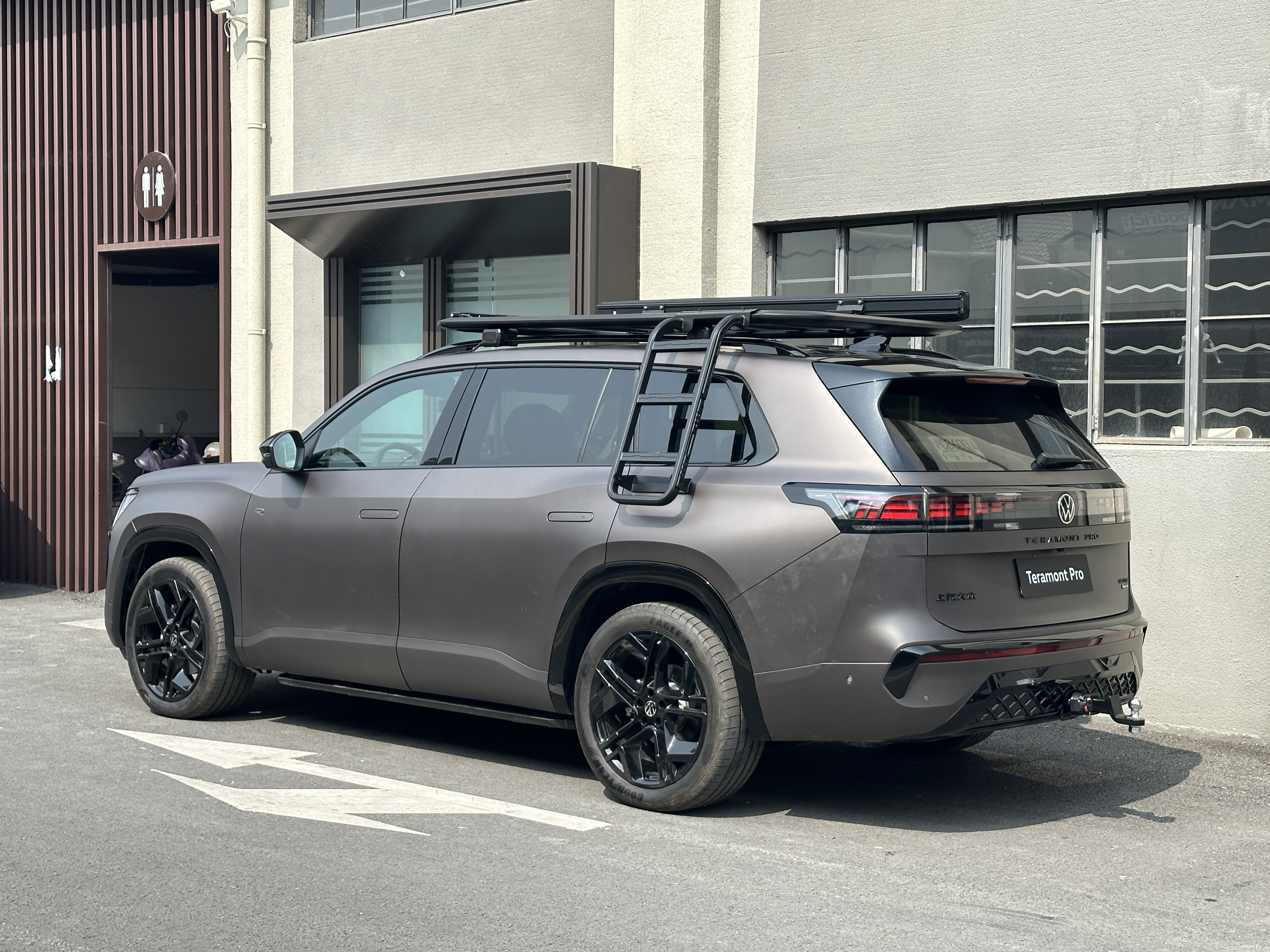
Heckansicht

Der VW Teramont Pro ist ein Sport Utility Vehicle von Volkswagen, das ausschließlich in China angeboten wird. Es ist das Nachfolgemodell des VW Teramont, der in Nordamerika als VW Atlas bekannt ist.

## Geschichte
Erste Bilder des siebensitzigen Fahrzeugs wurden im September 2024 vom chinesischen Ministerium für Industrie und Informationstechnik im Rahmen des Homologationsprozesses veröffentlicht. Offiziell vorgestellt wurde der Teramont Pro schließlich im Februar 2025. Der Wagen kam im März 2025 in China auf den Markt. Gebaut wird er dort von SAIC-Volkswagen.

## Technik
Mit einer Länge von 516 cm ist das SUV über 10 cm länger als das Vorgängermodell und damit in etwa so lang wie der Talagon von FAW-Volkswagen. Breite und Höhe ändern sich gegenüber dem Teramont nur geringfügig. Der Radstand bleibt mit 298 cm unverändert. Technisch basiert der Teramont Pro auf dem modularen Querbaukasten des Volkswagen-Konzerns. Angetrieben wird der Wagen ausschließlich von einem Zweiliter-Ottomotor des Typs VW EA888. Er leistet maximal 200 kW (272 PS). Die Kraft wird über ein 7-Stufen-Doppelkupplungsgetriebe an alle vier Räder übertragen. Die Beschleunigung aus dem Stand auf 100 km/h soll in 7,6 Sekunden erfolgen.

## Technische Daten
|                                | 450 TSI 4Motion                  |
| Bauzeitraum                    | seit 03/2025                     |
| Motorkenndaten                 |                                  |
| Motorbaureihe                  | VW EA888 evo5                    |
| Motortyp                       | R4-Ottomotor                     |
| Hubraum                        | 1984 cm³                         |
| max. Leistung bei min−1        | 200 kW (272 PS) bei 5000–6500    |
| max. Drehmoment bei min−1      | 400 Nm bei 1700–4500             |
| Kraftübertragung               |                                  |
| Antrieb, serienmäßig           | Allradantrieb                    |
| Getriebe, serienmäßig          | 7-Stufen-Doppelkupplungsgetriebe |
| Messwerte                      |                                  |
| Höchstgeschwindigkeit          | 200 km/h                         |
| Beschleunigung, 0–100 km/h     | 7,6 s                            |
| Leergewicht                    | 2155 kg                          |
| Kraftstoffverbrauch auf 100 km | 8,4 l Super                      |
| Tankinhalt                     | 70 l                             |
| Abgasnorm                      | China VI                         |